# جولييان مونتينيغرو
جولييان مونتينيغرو (بالإسبانية: Julián Montenegro)‏ هو لاعب كرة قدم أرجنتيني في مركز الهجوم، ولد في 23 مارس 1989 في ريو نيغرو في الأرجنتين. لعب مع أتليتيكو كلوب دي برتغال ونادي بوافيشتا ونادي فارنزي.

## وصلات خارجية
- جولييان مونتينيغرو على موقع قاعدة بيانات كرة القدم.إي يو (الإنجليزية)
- جولييان مونتينيغرو على موقع Soccerway.com (الإنجليزية)
- جولييان مونتينيغرو على موقع AS.com (الإسبانية)